# Francisco Tosta García
Francisco Tosta García (Charallave, Venezuela, 1 de enero de 1846-Caracas, Venezuela, 10 de noviembre de 1921) fue un político, escritor y militar venezolano.

## Biografía
Hijo de Alejandro Tosta (comerciante venezolano) y Manuela García. A pesar de haber nacido en Charallave, su infancia transcurrió en Caracas. Sin poder asistir de manera regular a la escuela, su abuelo, José Manuel García, le enseñó a leer y escribir cuando cumplió diez años de edad; estas enseñanzas no se vieron interrumpidas ni siquiera por el encarcelamiento político al cual se vio sometido en 1858. Fue amigo de Antonio Guzmán Blanco y formó parte del grupo El Ilustre Americano en la llamada Revolución de Abril en 1870. 
Ejerció cargos públicos como Diputado del Estado Bolívar (1877), posteriormente se vio obligado a exiliarse en la isla de Saint Thomas en 1878 durante la reacción alcantarista y en 1879, regresó a Venezuela ejerciendo como diputado del Estado Guárico (1880); Gobernador del Distrito Federal (julio de 1880); organizó el Estado Guzmán Blanco (1881); Jefe de las Milicias del Distrito Federal (1881); Presidente de la Cámara de Diputados en las sesiones de 1882, 1883, 1884, 1885 y 1886; Presidente, Gobernador, del Estado Guzmán Blanco (1883); Diputado por el Distrito Federal (1886); Presidente de la comisión de Diputados para la constitución del Congreso (1888). Estuvo preso dos meses aproximadamente en La Rotunda por apoyar la candidatura presidencial del General Joaquín Crespo. Después de aquella experiencia, se mantuvo alejado de la vida pública entre 1888 y 1892. Fue senador opositor al gobierno de Ignacio Andrade (1898) después de haber participado como candidato a las elecciones presidenciales de 1897.
Con el triunfo de la Revolución Legalista, en 1893 fue diputado por el Gran Estado Los Andes a la Asamblea Nacional Constituyente en calidad de secretario. En 1894 fue enviado y ministro plenipotenciario de Venezuela en los Países Bajos. Fue Gobernador del Distrito Federal en 1895 y en 1896 fue Ministro de Fomento. Al llegar 1897 se postuló a la candidatura a la presidencia de la República y en 1901 fue representante del Estado Miranda en la Asamblea Nacional Constituyente y vicepresidente de la misma. Además ejerció el cargo de Senador por Carabobo en 1904; fue representante de Venezuela en el Congreso Bolivariano reunido en Caracas en 1911 y miembro del Consejo de Gobierno en 1913.
Fue Individuo de Número de la Academia Nacional de la Historia (1906), su discurso de incorporación versó sobre El Congreso de Panamá. Como periodista, fue redactor de La Causa Nacional (1889), junto con Eduardo Blanco y de El Pabellón Amarillo, en Caracas (1878). Es tatarabuelo de Boris Izaguirre.

## Obras

### Zarzuelas
- Don Pantaleón y El oro de Bascona (empleó el seudónimo de “K Lendas”)

### Novelas
- Don Secundino en París, Jacobilla
- Memorias de un vividor

### Escritos históricos
- Costumbres caraqueñas (1883)
- Narraciones históricas (1833-1919)
- Leyendas de la conquista (1893)
- Leyendas patrióticas (1898)
- Política de buen humor (1899)
- Risa sana (1911)
- Una opinión (1898)
- Autonomías (1898)
- La guerra en Venezuela (1899)
- Episodios venezolanos (1843-1920)
  - El 19 de Abril de 1810 (1903)
  - La patria boba (1904)
  - Los orientales (1905)
  - La guerra a muerte (1906)
  - Los años terribles (1907)
  - Carabobo (1907)
- La reforma en ristre (1910)
- El poder civil (1911)
- Partidos en facha: memorias de un vividor (1913)
- El complot de marzo (1915)